# Chloroclystis regularis
Chloroclystis regularis là một loài bướm đêm trong họ Geometridae.